# Bunuri mobile din domeniul documente clasate în patrimoniul cultural național al României aflate în județul Mureș
Acestă listă conține bunurile mobile din domeniul documente clasate în Patrimoniul cultural național al României aflate la momentul clasării în județul Mureș.

## Fond
| Foto | Informații generale                                                                  | Detalii tehnice                                                                                    | Descriere | Deținător                                    | Legături |
| ---- | ------------------------------------------------------------------------------------ | -------------------------------------------------------------------------------------------------- | --- | -------------------------------------------- | -------- |
|      | Peștera de la Merești, vedere din partea vestică Autor: Orbán Balázs                 | Datare: cca 1864 Dimensiuni: 15,5x12,5 cm Material: hârtie; carton                                 | Obiectul se compune dintr-o fotografie alb-negru, lipită pe un carton sub care este inscripția: Almási barlang (nyugati oldalról) – Peștera de la Merești (dinspre partea vestică); pe colțul din dreapta sus al cartonului este imprimată cifra 1; pe colțul din stânga jos al cartonului este inscripția „1 k”. | Arhivele Naționale ale României, Târgu Mureș | Cimec    |
|      | Peștera de la Merești, vedere dinspre intrare Autor: Orbán Balázs                    | Datare: cca 1864 Dimensiuni: 16,5x20 cm Material: hârtie; carton                                   | Obiectul este compus din două fotografii alb-negru lipite una peste alta la mijloc, lipite pe un carton; pe colțul din dreapta sus al cartonului este imprimată cifra 6; sub piesă este inscripția: „Bálán (bánya Sz:Domokosnál:) háttérbe á Tarkő, Öcsémtetej és Eggyeskő” – Bălan (mină la Săntdominic:) pe fundal piatra Tarcău, Öcsém și Piatra Singuratică; pe colțul din stânga jos al cartonului este inscripția „II K"; pe spatele cartonului este inscripția „Fond personal Orbán Balázs Doc. nr. 6.” | Arhivele Naționale ale României, Târgu Mureș | Cimec    |
|      | Piatra Fecioarei din Masivul Arieș Autor: Orbán Balázs                               | Datare: cca 1864 Dimensiuni: 13,5x9,5 cm Material: hârtie; carton                                  | Obiectul este compus dintr-o fotografie alb-negru, lipită pe un carton, sub care este inscripția: Az almási barlang közelről (Udvarhelyszék) – Peștera de la Merești de aproape (Scaunul Odorhei); pe colțul din dreapta sus al cartonului este imprimată cifra 3; pe colțul din stânga jos al cartonului este inscripția „almas… 1 k”. | Arhivele Naționale ale României, Târgu Mureș | Cimec    |
|      | Localitatea Bălan Autor: Orbán Balázs                                                | Datare: cca 1864 Dimensiuni: 31x12 cm Material: hârtie; carton                                     | Obiectul este compus din două fotografii alb-negru lipite una peste alta la mijloc, lipite pe un carton; pe colțul din dreapta sus al cartonului este imprimată cifra 6; sub piesă este inscripția: „Bálán (bánya Sz:Domokosnál:) háttérbe á Tarkő, Öcsémtetej és Eggyeskő” – Bălan (mină la Săntdominic:) pe fundal piatra Tarcău, Öcsém și Piatra Singuratică; pe colțul din stânga jos al cartonului este inscripția „II K"; pe spatele cartonului este inscripția „Fond personal Orbán Balázs Doc. nr. 6." | Arhivele Naționale ale României, Târgu Mureș | Cimec    |
|      | Hotarul localității Borsec Autor: Orbán Balázs                                       | Datare: cca 1864 Dimensiuni: 30,5x12 cm Material: hârtie; carton                                   | Obiectul este compus din două fotografii alb-negru, lipite una peste alta și lipite pe un carton; sub fotografie, pe carton este inscripția: „Á Medve barlangok sziklái Borszéken" – Stâncile de la peștera Ursul de la Borsec; în colțul din dreapta sus al cartonului este inprimată cifra 10; în colțul din stânga jos al cartonului este scris în creion „IV k K"; pe spatele cartonului este ștampila: Arhivele Naționale Direcția Județeană Mureș și inscripția: „Fond personal Orbán Balázs Doc. nr. 10." | Arhivele Naționale ale României, Târgu Mureș | Cimec    |
|      | Localitatea Borsec la peștera Ursu Autor: Orbán Balázs                               | Datare: cca 1864 Dimensiuni: 16x11,5 cm Material: hârtie; carton                                   | Piesa se compune dintr-o fotografie alb-negru, lipită pe un carton, sub fotografie este inscripția: ngnál Borszéken – la Borsec; pe colțul din dreapta sus al cartonului este imprimată cifra 11. | Arhivele Naționale ale României, Târgu Mureș | Cimec    |
|      | Stânca „Örvénykő” din defileul Argeșului Autor: Orbán Balázs                         | Datare: cca 1864 Dimensiuni: 15x9 cm Material: hârtie; carton                                      | Piesa se compune din două fotografii alb-negru, lipite una peste alta la mijloc, și lipite pe un carton. Pe fotografii culmile dealurilor și câteva elemente marcante ale peisajului sunt marcate cu cerneală. În colțul din dreapta sus al cartonului este imprimată cifra 15; sub fotografie este inscripția „Örvénykő az Aranyos szorosában" – Stânca „Örvénykő" din defileul Arieșului. Pe carton sunt însemnări în creion pentru desenator; pe deasupra fotografiei: „kis hegyes szikla csúcsok"; pe dreapta lângă fotografie „hegyes csúcsban végződő sziklák"; dedesubtul fotografiei: „A szikla alatt hosszában út falrakattal erősítve", „egy pár szekeret az útra nagy emyős szekereket", „befelé folyó víz víztükrözni", „úgy hogy az út kanyarodása látassák". | Arhivele Naționale ale României, Târgu Mureș | Cimec    |
|      | Vedere de la Cheile Turzii Autor: Orbán Balázs                                       | Datare: cca 1864 Dimensiuni: 13x9,5 cm Material: hârtie; carton                                    | Piesa se compune din două fotografii alb-negru lipite una peste alta la mijloc. În colțul din dreapta sus al cartonului este tipărit numărul 17. Dedesubtul fotografiei este scris în creion „patak nagy kő halmazzal”, „palló a vizen”; pe partea din dreapta jos a cartonului este scris în creion „malom füzfák között pár embert ki őrőlni valót viszen hátán”. | Arhivele Naționale ale României, Târgu Mureș | Cimec    |
|      | Vedere de la Băile Chirui Autor: Orbán Balázs                                        | Datare: cca 1864 Dimensiuni: 16x11 cm Material: hârtie; carton                                     | Piesa se compune dintr-o fotografie alb-negru lipită pe un carton. În colțul din dreapta sus al cartonului este imprimată cifra 18. Dedesubtul fotografiei este inscripția „Kirulyi Fürdő (Udvarhely szék)” – Băile Chirui Scaunul Odorhei, și „I k”. | Arhivele Naționale ale României, Târgu Mureș | Cimec    |
|      | Corunca - vedere panoramică Autor: Orbán Balázs                                      | Datare: cca 1864 Dimensiuni: 30x11,5 cm Material: hârtie; carton                                   | Piesa se compune din două fotografii alb-negru lipite una peste alta la mijloc, pe un carton. În colțul din dreapta sus al cartonului este imprimată cifra 19. Dedesubtul fotografiei este inscripția „Koronka Maros Széken” – Corunca din Scaunul Mureș; pe spatele cartonului este inscripționat cu cerneală neagră „Sz. Udvarhely „szak nyugot ioldalról”. | Arhivele Naționale ale României, Târgu Mureș | Cimec    |
|      | Mănăstirea Estelnic, vedere din Sânzieni Autor: Orbán Balázs                         | Datare: cca 1864 Dimensiuni: 16x11 cm Material: hârtie; carton                                     | Piesa se compune dintr-un carton, pe care este lipită o fotografie alb-negru a mănăstririi din Estelnic; în colțul din dreapta sus al cartonului este imprimată cifra 26; sub fotografie este inscripția „Esztelneki kolostor (: Háromszék:)", cu cerneală neagră și „III k" în creion; pe spatele cartonului este lipită o fotografie alb-negru despre localitatea Sânzieni. Sub fotografie este inscripția „Perkő K. Sz. Léle" cu cerneală neagră, iar în colțul din dreapta sus al cartonului este inscripția „Fond personal Orbán Balázs Doc. nr. 26" cu albastru. | Arhivele Naționale ale României, Târgu Mureș | Cimec    |
|      | Biserica și castelul din Luncani Autor: Orbán Balázs                                 | Datare: cca 1864 Dimensiuni: 13,8x8 cm Material: hârtie; carton                                    | Piesa se compune din două fotografii alb-negru, lipite pe un carton; în colțul din dreapta sus al cartonului este imprimată cifra 28; sub fotografie este inscripția „Gerendi ref. egyház és kastély" – Biserica reformată și castelul Grindeni din cu cerneală neagră, și în creion „Ebben a nagyságban á nagy felhasználatáva" și „az útra szekereket embereket". Pe spatele cartonului este inscripția „Fond personal Orbán Balázs. Doc. nr. 28."; mai este un desen cu o căruță. | Arhivele Naționale ale României, Târgu Mureș | Cimec    |
|      | Castelul de la Iernut Autor: Orbán Balázs                                            | Datare: cca 1864 Dimensiuni: 25x11,5 cm Material: hârtie; carton                                   | Piesa se compune dintr-o fotografie alb-negru, lipit pe un carton; în colțul din dreapta sus al cartonului este imprimată cifra 35; sub fotografie este inscripția „A Radnothi Kastély" – Castelul de la lernut, cu cerneală neagră, și în creion: „A kastély a vízben visszatükrözve a hegyeket valamivel magasabban színezetük feherszürke kopárok mély víz mosásokkal szagaivá", „rendes nagyság". Pe partea din stângă a cartonului este inscripția „ut prismákkal", „A vizmeder meredeken van leszelve"; pe partea din dreapta a cartonului este inscripția în creion „átjárat komppal", iar deasupra fotografiei „ablak", „a hegybe egy fehér réteg", „a szakadásokat jobban jelölni". Pe carton sunt diferite desene cu creionul, și pe poză este desenată o plută cu doi plutași și o barcă cu doi oameni. Pe spatele cartonului este inscripția „Fond personal Orbán Balázs Doc. nr. 35." | Arhivele Naționale ale României, Târgu Mureș | Cimec    |
|      | Vedere de la Luduș Autor: Orbán Balázs                                               | Datare: cca 1864 Dimensiuni: 13x9,5 cm Material: hârtie; carton                                    | Obiectul se compune dintr-o fotografie alb-negru, lipită pe un carton. În colțul din dreapta sus al cartonului este imprimată cifra 37; sub fotografie este inscripționat cu cerneală neagră „Maros Ludas” – Luduș de Mureș. | Arhivele Naționale ale României, Târgu Mureș | Cimec    |
|      | Locuința baronului Josika Pál din Moldovenești Autor: Orbán Balázs                   | Datare: cca 1864 Dimensiuni: 15x8,5 cm Material: hârtie; carton                                    | Piesa se compune din două fotografii alb-negru, lipite pe un carton. În colțul din dreapta sus al cartonului este imprimată cifra 39; sub fotografie este inscripționat cu cerneală neagră „B. Josika Pál lakása Várfalván” – Locuința baronului Josika Pál din Moldovenești. | Arhivele Naționale ale României, Târgu Mureș | Cimec    |
|      | Valea Nirajului Inferior, vedere dinspre Tirimia Autor: Orbán Balázs                 | Datare: cca 1864 Dimensiuni: 21x13,5 cm Material: hârtie; carton                                   | Piesa se compune dintr-o fotografie alb-negru, lipită pe un carton. În colțul din dreapta sus al cartonului este imprimată cifra 40; sub fotografie este inscripția „A Nyárád völgye Teremiból nézve” – Vedere spre Valea Nirajului Inferior, dinspre Tirimia. | Arhivele Naționale ale României, Târgu Mureș | Cimec    |
|      | Râul Mureș la Ocna Mureș Autor: Orbán Balázs                                         | Datare: cca 1864 Dimensiuni: 20,5x14 cm Material: hârtie; carton                                   | Piesa se compune dintr-o fotografie alb-negru, lipită pe un carton; în colțul din dreapta sus al cartonului este imprimată cifra 41; sub fotografie este inscripția cu cerneală „M:Újvári kastély, kikötő és rakpart" – Castelul, portul și docul de la Ocna de Mureș și cu creionul: „Előtérbe egy pár embert evezőkel kötelekkel a mint a hajóba szálnak be", „rendes nagyság"; lateral stânga și deasupra fotografiei sunt desene și scrisuri cu creionul. | Arhivele Naționale ale României, Târgu Mureș | Cimec    |
|      | Castelul de la Ocna de Mureș Autor: Orbán Balázs                                     | Datare: cca 1864 Dimensiuni: 14,5x9,5 cm Material: hârtie; carton                                  | Piesa se compune din două fotografii alb-negru lipite una peste alta la mijloc, și lipite pe un carton. În colțul din dreapta sus al cartonului este imprimată cifra 28; sub fotografie este inscripția „Maros Újvári Kastély” – Castelul de la Ocna de Mureș. | Arhivele Naționale ale României, Târgu Mureș | Cimec    |
|      | Ocna de Mureș Autor: Orbán Balázs                                                    | Datare: cca 1864 Dimensiuni: 32,5x11 cm Material: hârtie; carton                                   | Piesa se compune din două fotografii alb-negru, lipite pe un carton. În colțul din dreapta sus al cartonului este imprimată cifra 43; sub fotografie este inscripționat cu cerneală neagră „Maros Újvári bánya-telep vagyis Alsó Újvár” – ... de mină din Ocna de Mureș, deci Uioara de Jos; și în creion „templom dombon emelve a dombot”, „bánya”. | Arhivele Naționale ale României, Târgu Mureș | Cimec    |
|      | Biserica Franciscană din Odorheiu Secuiesc Autor: Orbán Balázs                       | Datare: cca 1864 Dimensiuni: 6,5x7,5 cm Material: hârtie; carton                                   | Piesa se compune dintr-o fotografie alb-negru, lipită pe un carton. În colțul din dreapta sus al cartonului este imprimată cifra 44; sub fotografie este inscripționat cu cerneală neagră „A ferenczesek temloma Sz. Udvarhelyt” – Biserica Franciscană din Odorheiu Secuiesc; și în creion „I. k”; pe spatele cartonului este inscripția „Fond personal Orbán Balázs. Doc. nr. 44”. | Arhivele Naționale ale României, Târgu Mureș | Cimec    |
|      | Castelul Haller din Sânpaul Autor: Orbán Balázs                                      | Datare: cca 1864 Dimensiuni: 16x9,5 cm Material: hârtie; carton                                    | Piesa se compune dintr-o fotografie alb-negru, lipită pe un carton; în colțul din dreapta sus al cartonului este imprimată cifra 65; sub fotografie este inscripția cu cerneală neagră „Gr. Haller Kastély Kerelő Szent-Pál-on" – Castelul baronului Haller din Sînpaul; deasupra fotografiei este inscripția în creion „kisegítő", pe spatele cartonului pe lângă cele două ștampile mai este și inscripția „Fond personal Orbán Balázs Doc. nr. 65". | Arhivele Naționale ale României, Târgu Mureș | Cimec    |
|      | Localitatea Șumuleu-Ciuc Autor: Orbán Balázs                                         | Datare: cca 1864 Dimensiuni: 23,3x18 cm Material: hârtie; carton                                   | Piesa se compune dintr-o fotografie alb-negru, lipită pe un carton; pe fotografie este scris „sűrű bükk erdő" și sunt trase cu creionul contururile; în colțul din dreapta sus al cartonului este imprimată cifra 71; sub fotografie este inscripția cu cerneală neagră „Csík Somlyó" – Șumuleu-Ciuc; în colțul din stânga jos al cartonului este scris „II k."; în colțul din dreapta jos este scris cu cerneală neagră „egész nagyságban, nagyon szépen"; deasupra fotografiei este scris „keresztek oldalt és szemközt". | Arhivele Naționale ale României, Târgu Mureș | Cimec    |
|      | Localitatea Colțești Autor: Orbán Balázs                                             | Datare: cca 1864 Dimensiuni: 33,5x12,5 cm Material: hârtie; carton                                 | Piesa se compune din două fotografii alb-negru, lipite pe un carton; în colțul din dreapta sus al cartonului este imprimată cifra 75; sub fotografie este inscripția cu cerneală neagră „Á Székelykő keleti oldala Toroczkó Szt Györgyről nézve" – Partea de est a Pietrei Secuiului cu vedere dinspre Colțești; deasupra fotografiilor este un desen și înscrisul „barlang kitetszőleg"; în partea de jos al cartonului este un fragment manuscris. | Arhivele Naționale ale României, Târgu Mureș | Cimec    |
|      | Strada principală din Vâlcele Autor: Orbán Balázs                                    | Datare: cca 1864 Dimensiuni: 23x18,5 cm Material: hârtie; carton                                   | Piesa se compune din două fotografii alb-negru, lipite pe un carton. În colțul din dreapta sus al cartonului este imprimată cifra 81; pe carton lateral dreapta este inscripționat cu cerneală neagră „Előpataki főút és fedett sétány” – Strada principală și aleea acoperită din Vâlcele; și în creion „III k”. | Arhivele Naționale ale României, Târgu Mureș | Cimec    |
|      | Vedere din hotarul localității Merești Autor: Orbán Balázs                           | Datare: cca 1864 Dimensiuni: 18x13,5 cm Material: hârtie; carton                                   | Piesa se compune dintr-o fotografie alb-negru, lipită pe un carton. În colțul din dreapta sus al cartonului este imprimată cifra 87. | Arhivele Naționale ale României, Târgu Mureș | Cimec    |
|      | Căruțași secui de apă minerală Autor: Orbán Balázs                                   | Datare: cca 1864 Dimensiuni: 2 fotografii: 7x7 cm Material: hârtie; carton                         | Piesa se compune din două fotografii alb-negru, lipite pe un carton. În colțul din dreapta sus al cartonului este imprimată cifra 39; în colțul din stânga sus al cartonului este scris în creion „II k”; sub fotografia de sus este inscripționat cu cerneală neagră „Borvizes székely”; sub fotografia de jos este inscripția „Borvizes székely emelt ernyővel”; pe spatele cartonului este inscripția „Fond personal Orbán Balázs. Doc. nr. 89”. | Arhivele Naționale ale României, Târgu Mureș | Cimec    |
|      | Port popular din bazinul Gheorghieni Autor: Orbán Balázs                             | Datare: cca 1864 Dimensiuni: 5 fotografii: 6x9 cm Material: hârtie; carton                         | Piesa se compune din cinci fotografii alb-negru, lipite pe un carton. În colțul din dreapta sus al cartonului este imprimată cifra 91; sub fotografii este inscripționat cu cerneală neagră „Gyergyói Székely nép viselet” – Port popular secuiesc din Gheorghieni; între fotografii este inscripția „mind No. I”. | Arhivele Naționale ale României, Târgu Mureș | Cimec    |
|      | Port popular de fecior din Scaunul Odorhei și ladă cu căptușeală Autor: Orbán Balázs | Datare: cca 1864 Dimensiuni: 3 fotografii: 5,5x8,5 cm; 5x8 cm; 7,5x8,5 cm Material: hârtie; carton | Piesa se compune din trei fotografii alb-negru, lipite pe un carton; în partea stângă jos a cartonului este imprimată cifra 95; sub fotografia din stânga sus este inscripția cu cerneală neagră „Udvarhelyszéki leány téli öltönyben" – Fecior din Scaunul Odorhei în veșmânt de iarnă și „régi rezes láda" – ladă cu căptușeală din cupru ornamentată; între fotografii este inscripția „I k". | Arhivele Naționale ale României, Târgu Mureș | Cimec    |
|      | Porturi populare din Transilvania Autor: Orbán Balázs                                | Datare: cca 1864 Dimensiuni: 5 fotografii: 5,5x9 cm Material: hârtie; carton                       | Piesa se compune din cinci fotografii alb-negru, lipite pe un carton; în colțul din dreapta sus al cartonului este imprimată cifra 96; sub fotografii este inscripția cu cerneală neagră „Udvarhelyszéki nép viselet" – Port popular din Scaunul Odorhei; sub primele două fotografii din stânga este inscripția cu cerneală neagră „Fejér Nyikó melyéki nép viselet (Udvarhelyszék) leány, legény" – Port popular de pe valea Nicoului Alb (Scaunul Odorhei), flăcău, fecioară; sub a doua fotografie din dreapta este inscripția „zöldséget áruló nők" – vânzătoare cu zarzavaturi"; sub prima fotografie din dreapta este inscripția „városból haza menő székelyek nyárba" – secuii mergând acasă din oraș, vara; pe spatele cartonului este un fragment de text manuscris. | Arhivele Naționale ale României, Târgu Mureș | Cimec    |
|      | Bărbat în port popular de iarnă din Scaunul Odorhei Autor: Orbán Balázs              | Datare: cca 1864 Dimensiuni: 4,8x8,5 cm Material: hârtie; carton                                   | Piesa se compune dintr-o fotografie alb-negru, lipită pe un carton. În colțul din dreapta sus al cartonului este imprimată cifra 99; sub fotografie este inscripționat cu cerneală neagră „Udvarhelyszéki téli öltönyös székely” – Secui în veșmânt de iarnă; deasupra fotografiei este un X cu creionul. | Arhivele Naționale ale României, Târgu Mureș | Cimec    |
|      | Persoane în portul popular din Scaunul Odorhei Autor: Orbán Balázs                   | Datare: cca 1864 Dimensiuni: 14,5x10,5 cm Material: hârtie; carton                                 | Piesa se compune dintr-o fotografie alb-negru, lipită pe un carton. În colțul din dreapta sus al cartonului este imprimată cifra 101; sub fotografie este inscripționat cu cerneală neagră „Udvarhelyszéki nép viselet” – Port popular din Scaunul Odorhei; dedesubt este însemnarea în creion „ez a többi népviseleti csoport kiegészitésére használandó” și „1 k”. | Arhivele Naționale ale României, Târgu Mureș | Cimec    |
|      | Portul popular din localitatea Lunca Autor: Orbán Balázs                             | Datare: cca 1864 Dimensiuni: 5 fotografii: 5,5x8,5 cm Material: hârtie; carton                     | Piesa se compune din cinci fotografii alb-negru, lipite pe un carton; arătând oameni în port popular; în colțul din dreapta jos al cartonului este imprimată cifra 107; sub fotografie este inscripția cu cerneală neagră „Oláhfalvi nép viselet" – Port popular din Luncani; dedesubt este însemnarea în creion: „I k: mind mi e lapon van"; sub fotografii din stânga spre dreapta sunt următoarele inscripții cu cerneală neagră "házaspár téli öltönyben", „leány és legény", „leány nyáriason", „menyecske és leány", „Nyiko melyeki aszony télbe"; pe carton sunt diferite semne și înscrisuri; pe spatele cartonului este un fragment de text scris cu creionul. | Arhivele Naționale ale României, Târgu Mureș | Cimec    |
|      | Peștera din hotarul localității Merești Autor: Orbán Balázs                          | Datare: cca 1864 Dimensiuni: 19,5x23 cm Material: hârtie; carton                                   | Piesa se compune dintr-un desen în creion, lipit pe un carton. Pe colțul din dreapta sus al cartonului este imprimată cifra 112; sub desen este inscripționat cu cerneală neagră „Á Kőcsűr az Almási barlangnál” – Peștera de la Merești; în colțul din stânga jos al cartonului este scris „I. k”. | Arhivele Naționale ale României, Târgu Mureș | Cimec    |
|      | Cetatea de stâncă de la Ciceu Autor: Orbán Balázs                                    | Datare: cca 1864 Dimensiuni: 18,5x13 cm Material: hârtie; carton                                   | Piesa se compune dintr-o acuarelă, lipită pe un carton. Pe colțul din dreapta sus al cartonului este imprimată cifra 118; sub acuarelă este inscripționat cu cerneală neagră „A csikcsicsói vár szikla hegye, délről” – Cetatea de stâncă de la Ciceu, vedere dinspre sud; în colțul din stânga jos al cartonului este scris „II. k”. | Arhivele Naționale ale României, Târgu Mureș | Cimec    |
|      | Băile din Corund, culmea Firtuș și localitatea Atia Autor: Orbán Balázs              | Datare: cca 1864 Dimensiuni: 21x30 cm Material: hârtie; carton                                     | Piesa se compune dintr-un desen în creion, lipit pe un carton. Pe colțul din dreapta sus al cartonului este imprimată cifra 119; deasupra desenului este inscripționat cu cerneală neagră „Á Korondi ferdő á Fitrossal (balról:) és Atyhával (jobbról) á háttérben” – Băile din Corund, culmea Firtuș (la stânga) și localitatea Atia (la dreapta); în colțul din stânga sus al cartonului este scris cu creionul „I ő k ehez van egy fénykép á kettőből kell rajzoltatni”. | Arhivele Naționale ale României, Târgu Mureș | Cimec    |
|      | Două vase bisericești din localitatea Crăciunești Autor: Orbán Balázs                | Datare: cca 1864 Dimensiuni: 11,5x11 cm Material: hârtie; carton                                   | Piesa se compune dintr-o acuarelă, lipită pe un carton. Pe colțul din dreapta sus al cartonului este imprimată cifra 120; sub desen este inscripționat cu cerneală neagră „Nyárád Karácsonyfalvi szt edények” – vase sacre din localitatea Crăciunești; pe lateral stânga este scris cu creionul „eredeti nagyság” și în colțul din stânga jos „Vk K”. | Arhivele Naționale ale României, Târgu Mureș | Cimec    |
|      | Biserica fortificată din Dârjiu Autor: Orbán Balázs                                  | Datare: cca 1864 Dimensiuni: 11,5x11 cm Material: hârtie; carton                                   | Piesa se compune dintr-o acuarelă, lipită pe un carton. Pe colțul din dreapta sus al cartonului este imprimată cifra 122; sub desen este inscripționat în creion „Derzsi temlom keleti oldala” – Partea din est a bisericii din Dârjiu; în colțul din stânga jos este scris cu creionul „I K”; pe spatele cartonului este scrisă în creion cifra 10. | Arhivele Naționale ale României, Târgu Mureș | Cimec    |
|      | Biserica fortificată de pe muntele Sfântul Mihail Autor: Orbán Balázs                | Datare: cca 1864 Dimensiuni: 19x10,5 cm Material: hârtie; carton                                   | Piesa se compune dintr-o acuarelă, lipită pe un carton. Pe colțul din dreapta sus al cartonului este imprimată cifra 128; sub desen este inscripționat cu cerneală neagră „Sz. Mihály hegy Szentegyháza Lemhény és K: Almás közt Háromszéken” – Muntele Sf. Mihail între Vlăhița, Mereni și Lemnia; în colțul din stânga jos este scris cu creionul „III K”. | Arhivele Naționale ale României, Târgu Mureș | Cimec    |
|      | Ruinele cetății„Rabsonné Vára Autor: Orbán Balázs                                    | Datare: cca 1864 Dimensiuni: 16x12,5 cm Material: hârtie; carton                                   | Piesa se compune dintr-un desen în creion, lipit pe un carton. Pe colțul din dreapta sus al cartonului este imprimată cifra 129; sub desen este inscripționat cu cerneală neagră „Rabsonné vára (Parajd közelében)” – Cetatea Rabsonné (lângă Praid); în colțul din stânga jos este scris cu creionul „I k”; pe spatele cartonului este cifra 4. | Arhivele Naționale ale României, Târgu Mureș | Cimec    |
|      | Porticul bisericii reformate din Târgu-Mureș Autor: Orbán Balázs                     | Datare: cca 1864 Dimensiuni: 17x21 cm Material: hârtie; carton                                     | Piesa se compune dintr-un desen în creion, lipit pe un carton. Pe colțul din dreapta sus al cartonului este imprimată cifra 135 și cu creionul 98/7; sub desen este inscripționat cu cerneală neagră „Marosvásárhelyi vár templom fő kapuzata” – Porticul bisericii din cetatea Târgu-Mureșului; și cu creionul „hátul a folyosónál mely a kishidról vezet a templomba”; în colțul din stânga jos este scris cu creionul „V k”. | Arhivele Naționale ale României, Târgu Mureș | Cimec    |